# Meyne Wyatt
Pour les articles homonymes, voir Wyatt.
Meyne Wyatt, né le 14 août 1989 à Kalgoorlie (Australie), est un acteur australien.

## Filmographie

### Cinéma
- 2012 : Les Saphirs : Jimmy Middleton
- 2013 : The Turning : Frank Leaper (segment "Family")
- 2015 : Strangerland : Burtie
- 2017 : What If It Works? : Drew
- Date inconnue : Reaching Distance

### Courts-métrages
- Date inconnue : Exhale

### Télévision

#### Séries télévisées
- 2013 : Redfern Now : Justin Myles
- 2014 : Black Comedy : Invité Cast
- 2014-2016 : Les Voisins : Nate Kinski / Mason Turner
- 2017 : The Leftovers : Rowan

- 2018 : Mystery Road : Cedric Thompson

#### Téléfilms
- 2013 : The Broken Shore : Donny Coulter